# Tití de front negre
|  | Per a altres significats, vegeu «Tití de front negre del Perú». |

El tití de front negre (Callicebus nigrifrons) és un primat platirrí de la família dels pitècids. És endèmic dels boscos de la Mata Atlàntica del sud-est del Brasil, als estats de Minas Gerais, Espírito Santo, Rio de Janeiro i São Paulo.
Té el pelatge de color majoritàriament gris, amb el pit de color castany clar. Té les mans, els peus i les orelles de color negre. La cara és grisa, amb un anell gruixut de pèl negre al voltant, que és especialment conspicu al front. La cua és més llarga que el cos i té el color taronja.